# Донское (озеро, Псковская область)
Донско́е — озеро в Невельском районе Псковской области России. Относится к бассейну реки Дрисса.
Располагается в 34 км к юго-западу от города Невель, в 3 км от деревни Стайки, рядом с российско-белорусской границей.
Площадь зеркала составляет 0,71 км². Наибольшая глубина — около 8 м, средняя — около 5 м. Дно илисто-галечниковое.
Озёра Донское и Синьша сообщаются через короткую и широкую протоку. Озёра Донское и Литвиновское также связаны протокой, но узкой и длинной.
Озеро Донское относится к лещево-судачьему ихтиологическому типу. В водоёме обитают судак, уклея, лещ, густера, щука, окунь, плотва, ёрш, налим, язь, краснопёрка, линь, карась.